# Magda Vášáryová
Magda Vášáryová (* 26. srpna 1948 Banská Štiavnica) je slovenská herečka, diplomatka, státní úřednice a politička. Vyučuje na Vysoké škole CEVRO Institut.

## Život a kariéra
Narodila se v učitelské rodině Jozefa Vášáryho (1915–1973) a jeho ženy Hermíny Schmiedové.
Vystudovala matematicko-fyzikální gymnázium v Bratislavě, v letech 1966–1971 pak sociologii na Filozofické fakultě Univerzity Komenského v Bratislavě, od roku 1970 působila jako herečka, v letech 1983–1990 ve Slovenském národním divadle. V roce 1977 údajně podepsala spolu s dalšími umělci tzv. antichartu. Herečka to však popírá. V roce 1988 jí byl udělen titul zasloužilá umělkyně. V roce 2018 získala na Zlín Film Festivalu ocenění Zlatý střevíček za mimořádný přínos kinematografii pro děti a mládež.
Už v patnácti letech byla obsazena do dětské role ve filmu Senzi mama (1963). Průlomovou rolí pro ni byla titulní postava ve filmu Františka Vláčila Marketa Lazarová (1967), brzy se pak stala jednou z nejpopulárnějších hereček. Z četných filmových rolí byly významné zejména snímky Radúz a Mahulena, Zbehovia a pútnici, Princ Bajaja, Rusalka, Postřižiny.
Řadu rolí ztvárnila v televizních inscenacích i na divadelní scéně (Divadlo Na korze, Nová scéna Bratislava, Slovenské národní divadlo).

### Po sametové revoluci
Po sametové revoluci v roce 1989 se stala velvyslankyní ČSFR v Rakousku, v květnu 1999 neúspěšně kandidovala na úřad prezidentky Slovenské republiky. V letech 2000–2005 působila ve funkci velvyslankyně Slovenské republiky v Polsku, poté pracovala ve funkci státní tajemnice slovenského ministerstva zahraničních věcí. Od 17. června 2006 byla poslankyní Národní rady za Slovenskou demokratickou a křesťanskou unii – Demokratickou stranu, v roce 2010 svůj poslanecký mandát obhájila. V červenci 2010 oznámila, že se bude ucházet o funkci primátorky Bratislavy v podzimních volbách, kde skončila jako druhá ze čtyř kandidátů.
Od roku 2007 je předsedkyní Správní rady nadace VIA CULTURA, kterou založila. V roce 2016 byla oceněna Pražskou společností pro mezinárodní spolupráci Cenou Hanno R. Ellenbogen za veřejnou službu a celoživotní boj proti korupci.
V době ruské invaze na Ukrajinu v březnu 2022 zkritizovala podpůrnou cestu slovinského, českého a polského premiéra do Kyjeva, přičemž polskému a slovinskému představiteli vytkla dřívější negativní postoje k EU. Uvedla, že jejich cestě do Kyjeva nerozumí, nazvala ji prapodivnou a obvinila je, že nutností své výjimečné ochrany zatížili policejní síly Ukrajiny a že blokovali vlaky s humanitární pomocí.
Plynně hovoří česky, německy, anglicky, rusky, polsky, srbochorvatsky a francouzsky.
V říjnu roku 2024 jí byl na Fakultě sociálních studií Masarykovy univerzity udělen čestný doktorát za zásluhy v oboru mezinárodních vztahů a diplomacie. 
V prezidentských volbách v roce 2024 podpořila Ivana Korčoka. Je velkou kritičkou premiéra Roberta Fica a jeho vlády. Značnou část voličů Fica považuje za spodinu a fašisty.

## Literární dílo
- VÁŠÁRYOVÁ, Magda. Krátke listy jednému mestu. [s.l.]: L.C.A. Levice, 1999. 80 s. ISBN 80-88897-33-5. (slovensky)
- VÁŠÁRYOVÁ, Magda. Diskrétní průvodce : ...co možná nevíte o společenském chování. [s.l.]: Pragma, 2000. 128 s. ISBN 80-7205-610-7.

## Filmografie
- 1964 Senzi mama (Eva)
- 1965–1967 Marketa Lazarová (Marketa Lazarová)
- 1968 Sladký čas Kalimagdory (Kalimagdora)
- 1968 Zbehovia a pútnici (Dominika)
- 1969 Kráľovská poľovačka (Marta za mlada)
- 1969 Vtáčkovia, siroty a blázni (Marta)
- 1970 Na kometě (Angelika)
- 1971 Hry lásky šálivé (služka)
- 1971 Babička (Hortensie)
- 1971 Princ Bajaja (film, 1971) (princezna Slavěna)
- 1972 …a pozdravuji vlaštovky (Maruška Kudeříková)
- 1973 Deň slnovratu (Blanka)
- 1973 Skrytý prameň (Mária)
- 1974 Výberové príbuzenstvo [Die Wahlverwandtschaften] (Otýlie)
- 1976 Koncert pre pozostalých
- 1977 Rusalka – filmová verze Dvořákovy stejnojmenné opery
- 1978 Krutá ľúbosť (Kristka)
- 1978 Pustý dvor (Kristína)
- 1980 Postřižiny (Marja)
- 1980 Temné slunce (Kris)
- 1984 Noc smaragdového měsíce (Slávka)
- 1985 Tichá radosť (Soňa)
- 1986 Lev s bílou hřívou (Calma Veselá)
- 1986 Alžbetin dvor (Celesta Fabici)
- 1986 Zkrocení zlého muže (Tereza Buriánová)
- 1987 Južná pošta (Mária Jurkovičová)
- 1987 Svět nic neví (Jiřina Steinová)
- 1988 Evžen Oněgin (Taťána)
- 1990 Súkromné životy (Elena)

## Osobní život
Magda Vášáryová je sestra herečky Emílie Vášáryové a manželka herce Milana Lasici.